# التصنيفات الدولية للإمارات العربية المتحدة
التصنيفات الدولية للإمارات العربية المتحدة هي كالتالي:

## تصنيفات عامة
| التصنيف                                                                                      | السنة | الترتيب      | من أصل # | المرجع                                        |
| -------------------------------------------------------------------------------------------- | ----- | ------------ | -------- | --------------------------------------------- |
| كتاب حقائق العالم – كثافة سكانية                                                             | 2013  | المركز 142   | 238      |                                               |
| كتاب حقائق العالم – ناتج محلي إجمالي لكل فرد (تعادل القدرة الشرائية)                         | 2008  | التاسع عشر   | 229      |                                               |
| كتاب حقائق العالم – متوسط العمر المتوقع                                                      | 2008  | المركز الـ70 | 223      |                                               |
| المنتدى الاقتصادي العالمي – Enabling Trade Index ranking                                     | 2008  | الثامن عشر   | 118      |                                               |
| جامعة ييل / جامعة كولومبيا - مؤشر الأداء البيئي                                              | 2008  | 112th        | 149      |                                               |
| وحدة استخبارات الإكونوميست - جاهزية إلكترونية                                                | 2008  | المركز 35    | 70       |                                               |
| وحدة استخبارات الإكونوميست - مؤشر السلام العالمي                                             | 2008  | المركز 42    | 140      |                                               |
| قائمةبراءات الاختراع من مكتب الولايات المتحدة لبراءات الاختراع والعلامات التجارية حسب الدولة | 2007  | المركز 68    | 172      |                                               |
| وول ستريت جورنال / مؤسسة التراث - مؤشر الحرية الاقتصادية                                     | 2007  | المركز 54    | 157      | نسخة محفوظة 2008-02-13 على موقع واي باك مشين. |
| الأمم المتحدة - مؤشر التنمية البشرية                                                         | 2008  | المركز 31    | 179      |                                               |
| المنتدى الاقتصادي العالمي - تقرير التنافسية العالمية 2007-2008                               | 2007  | المركز 37    | 131      |                                               |
| المنتدى الاقتصادي العالمي - تقرير الفجوة العالمية بين الجنسين 2007                           | 2007  | المركز 105   | 128      |                                               |
| البنك الدولي - مؤشر سهولة ممارسة الأعمال                                                     | 2007  | المركز 46    | 178      |                                               |
| مراسلون بلا حدود - مؤشر حرية الصحافة                                                         | 2007  | المركز 69    | 169      |                                               |
| الشفافية الدولية - مؤشر مدركات الفساد                                                        | 2008  | 35th         | 180      |                                               |
| وحدة استخبارات الإكونوميست - مؤشر الديمقراطية                                                | 2007  | المركز 150   | 167      |                                               |
| مؤسسة علم الاقتصاد الجديد ‏ - مؤشر السعادة العالمي                                            | 2006  | المركز 123   | 178      |                                               |
| وحدة استخبارات الإكونوميست - معيار جودة المعيشة                                              | 2005  | المركز 69    | 111      |                                               |
| أنقذوا الأطفال - نسبة المقاعد التي تشغلها النساء في الحكومة الوطنية                          | 2008  | المركز 39    | 177      |                                               |

## تصنيفات دولية
| المنظمة                                                     | البحث                                 | الترتيب                         |
| ----------------------------------------------------------- | ------------------------------------- | ------------------------------- |
| معهد الاقتصاد والسلام                                       | مؤشر السلام العالمي                   | 41 من أصل 144                   |
| برنامج الأمم المتحدة الإنمائي                               | مؤشر التنمية البشرية                  | 35 من أصل 182                   |
| الشفافية الدولية                                            | مؤشر مدركات الفساد                    | 30 من أصل 180                   |
| المنتدى الاقتصادي العالمي                                   | تقرير التنافسية العالمي               | 23 من أصل 133                   |
| أبحاث الأهرام نسخة محفوظة 2020-02-09 على موقع واي باك مشين. | اتصالات الأجهزة المحمولة اختراق السوق | المرتبة الأولى من قائمة أفضل 10 |
| الاتحاد الدولي للسكري                                       | انتشار السكري                         | 2 من أصل 223                    |
| المنظمة العالمية للملكية الفكرية                            | مؤشر الابتكار العالمي، 2024           | 32 من أصل 133                   |

## الإمارات في مؤشر التنمية البشرية لعام 2023-2024
حققت دولة الإمارات المركز الأول إقليمياً، والـ 17عالمياً في تقرير التنمية البشرية 2023/2024 متقدمة في الترتيب العالمي بتسعة مراكز مقارنة بتصنيفها في التقرير السابق.

ووفقاً لتقرير التنمية البشرية لعام 2023/2024 فقد نص التقرير على أنه:

1. بلغ رصيد دولة الإمارات 0.937 درجة، متقدمة عن العام الماضي بـ 0.026 درجة، في حين بلغ رصيد سويسرا التي حلت في المركز الأول عالمياً 0.967 درجة.
2. بلغ رصيد دولة الإمارات في مؤشر متوسط العمر المتوقع عند الولادة 79.2 سنة، والذي يصب في الهدف الثالث من أهداف التنمية المستدامة (الصحة الجيدة والرفاه)، والتي اعتمدتها الدول الأعضاء في الأمم المتحدة لأجندة التنمية المستدامة لعام 2030.
3. وبلغت نتيجة دولة الإمارات في مؤشر العدد المتوقع لسنوات الدراسة 17.2 سنة، فيما بلغ متوسط سنوات الدراسة 12.8 سنة، اللذان ينعكسان على الهدف الرابع المتمثل في (التعليم الجيد)، فيما بلغ نصيب الفرد من الدخل القومي الإجمالي 74.104 دولارات أمريكية.